# ويل أوكلاند
ويل أوكلاند (بالإنجليزية: Will Oakland)‏ هو مغني أمريكي، ولد في 15 يناير 1880، وتوفي في 15 مايو 1956.

## روابط خارجية
- ويل أوكلاند على موقع IMDb (الإنجليزية)